# Picador de madeira
Picador de madeira é uma máquina agrícola que tem a função de picar a madeira, reduzindo-a em um tamanho ideal para a fabricação de cavacos. Com a madeira já em tamanho menor, este cavaco pode servir também como matéria prima para a fabricação de briquetes, fabricação de papel, entre outros.

Os picadores de madeira são capazes de picar galhos, ramos, folhas e até troncos de árvores, transformando estes resíduos em combustíveis de alto poder calorífico. Estes cavacos podem ser queimados em caldeiras e fornalhas para a produção de calor.